# Comtat de Twenthe
Twenthe o Twente fou un pagus del Sacre Imperi Romanogermànic situat Frísia a l'est de la ciutat de Deventer.
Si va tenir comtes propis saxons no són coneguts. El territori va restar pagà fins al segle ix i fou donat en feu al bisbat d'Utrecht, probablement ja abans del 917 quan el bisbe Balderic va traslladar la seu del bisbat de Deventer a Utrecht.